# Antonio García Robledo
Antonio García Robledo (La Llagosta, 6 de março de 1984) é um handebolista profissional espanhol, medalhista olímpico.

## Carreira
García Robledo conquistou a medalha de bronze com a Seleção Espanhola de Handebol Masculino nos Jogos Olímpicos de Verão de 2020 em Tóquio, após derrotar a equipe egípcia por 33–31 na disputa pelo pódio.